# Uzbekistanski som
Uzbekistanski som, uzbečki: O‘zbek so‘m / Ўзбек сўм  (ISO 4217: UZS) je valuta Uzbekistana. Dijeli se na 100 tijina.
Za vrijeme Sovjetskog saveza, Kazakstan, Kirgistan i Uzbekistan su sovjetsku valutu zvali som (ili sum) i kao takav naziv se ispisivao na poleđini novčanica ruskih rubalja uz ostale nazive za rubalj na jezicima ostalih socijalističkih sovjetskih republika. Tako je i nakon raspada SSSR-a, Uzbekistan zadržao naziv som za svoju valutu. Riječ "som" je turkijska i znači "čisto zlato".
Jedno vrijeme nakon stjecanja nezavisnosti, Uzbekistan je još koristio ruski rubalj kao svoju valutu, da bi 15. studenog 1993. predstavio vlastite novčanice. Nisu izdavane kovanice, jer je prva serija novčanica zamišljena kao "prijelazna valuta", nešto poput hrvatskog dinara. Sve su novčanice imale grb na prednjoj strani i islamsku arhitekturu na zadnjoj. Već sljedeće godine zamijenjen je novim somom, a izdane su i dvije serije kovanice. Prvotno su kovane na ćiriličnom pismu, a druga serija na latiničnom. 
Kovanice i novčanice izdaje Središnja banka Uzbekistana u sljedećim apoenima:
- kovanice: 1, 5, 10, 25, 50, 100 soma
- novčanice: 1, 3, 5, 10, 25, 50, 100, 200, 500, 1000 soma

## Vanjske poveznice
- Središnja banka Republike Uzbekistan